# Alun (arbust)
Alunul (Corylus avellana)  care face parte din familia Betulaceae. El are o înălțime de 5 m, are frunze care cad toamna.  Fructele sale sunt fructe comestibile. Alunele aflate în comerț provin de la un arbust înrudit cu el. Specia Epitheton avellana este amintită deja în Antichtate ca arbust cultivat în regiunea orașului antic Abella, (azi Avella) aflat aproape de Vezuviu, în provincia Avellino din  Campania.

## Morfologie
Alunul crește de regulă sub formă de tufe, cu tulpini drepte, puțin ramificate, ce ating o înălțime de 5 – 6 m. El crește rar ca arbore, însă poate atinge 10 m înălțime. Un arbust poate atinge vârsta de 80 - 100 de ani. Mugurii sunt acoperiți cu peri fini, ei fiind numiți popular mâțișori. Frunzele sunt zimțate pe margine, au o formă rotunjită fiind ascuțite la vârf. Fața dorsală a frunzei este acoperită de peri, iar pe fața ventrală se pot vedea nervurile. Lemnul alunului de culoare alb roșiatică, este un lemn de esență relativ tare, dar puțin rezistent. Scoarța de culoare gălbui cenușie pe ramurile tinere este netedă, iar pe cele mai bătrâne au striuri longitudinale. Florile alunului sunt separate cele feminine de cele masculine, fiind numite popular mâțișori.

## Utilizare
Fructele alunului sunt acoperite de o coajă tare, care conține un miez bogat în vitaminele A, B, C și E, ca și în calciu, fier, fosfor și potasiu.

## Areal
În flora spontană este răspândit aproape în toată Europa, Asia Mică, regiunea Balcani, Iran, Caucaz, prin păduri de foioase și mixte.

## Ecologie
Alunul preferă regiunile cu climă oceanică umedă. El crește în pădurile luminoase de stejar, la liziera pădurilor, sau tufe pe marginea drumurilor agricole. Alunul este un arbust care trăiește în luminișuri, sau zone puțin umbrite, care sunt umede, fiind puțin pretențios în ce privește compoziția solului. Totuși nu crește pe soluri nisipoase sau acide.